# Stefan Köhler
Stefan Köhler, né le 24 septembre 1967 à Aschaffenbourg (RFA), est un ingénieur agronome et homme politique allemand. Membre de l'Union chrétienne-sociale en Bavière (CSU), il est député européen depuis le 9 juin 2024.

## Biographie
Stefan Köhler vit à Wiesen, dans l'arrondissement d'Aschaffenbourg. Il est marié et a deux enfants. De 1987 à 1991, il étudie l'économie agricole à l'ancienne Université des sciences appliquées de Weihenstephan, obtenant un diplôme d'ingénieur agronome. Depuis 1992, il dirige une exploitation individuelle et, depuis 1994, il pratique la culture en coopération. 
Avant cela, entre novembre 1991 et mai 1992, il travaille à l'Institut de recherche sur les structures rurales à Francfort-sur-le-Main. Entre juin et septembre 1992, il travaille au bureau de l'agriculture d'Aschaffenbourg. En 1996 et 1997, il travaille au Comité pour la technologie et la construction en agriculture à Darmstadt. Plus tard, de 1997 à 2003, il est consultant pour une entreprise d'ingénierie dans la zone de protection des eaux des services municipaux d'Aschaffenburg.
Köhler est depuis 2002 président de l'association locale des agriculteurs à Wiesen et président de district à Aschaffenburg. Entre 2007 et 2017, il existe la fonction de vice-président de l'association des agriculteurs de Basse-Franconie, avant de devenir son président en 2017. Grâce à ce poste, Köhler est également membre de la conférence des présidents de l'association des agriculteurs de Bavière.
Lors des élections européennes de 2024, Köhler est élu au Parlement européen en tant que candidat en sixième position sur la liste de l'Union chrétienne-sociale en Bavière (CSU).